# 長竿村
長竿村（ながさおむら）とは、茨城県稲敷郡にかつて存在した村である。
村の南部には利根川が流れている。

## 地理
- 現在の河内町の中部に位置している。
- 村の利根川の北岸に位置する。
- 村のほとんどは平地である。

## 歴史

### 沿革
- 1889年（明治22年）4月1日 - 町村制施行により、以下の村が発足[1]。
  - 長竿村 ← 長竿村・庄布川村・兵部新田・下町歩
  - 源清田村 ← 源清田村・手栗村・羽子騎村・猿島新田・宮淵鍋子新田・古河林村・平三郎町歩・布鎌町歩
- 1896年（明治29年）4月1日 - 河内郡と信太郡が合併し稲敷郡が発足。
- 1942年（昭和17年）8月1日 - 長竿村と源清田村が合併し、瑞穂村（みずほむら）となる。
- 1949年（昭和24年）8月1日 - 瑞穂村の一部（源清田村・手栗村・羽子騎村・猿島新田・宮淵鍋子新田・古河林村・平三郎町歩・布鎌町歩）が分立し源清田村が発足。
- 1950年（昭和25年）11月3日 - 瑞穂村は改称し、長竿村となる。
- 1955年（昭和30年）5月3日 - 長竿村は生板村・源清田村とともに合併して河内村が発足。長竿村は消滅。

変遷表
| 1868年 以前 | 1868年 以前  | 明治22年 4月1日 | 明治29年 4月1日 | 明治29年 4月1日 | 昭和17年 8月1日 | 昭和24年 8月1日 | 昭和25年 11月3日 | 昭和30年 5月3日 | 平成8年 6月1日 | 現在   |
| ----------- | ------------ | --------------- | --------------- | --------------- | --------------- | --------------- | ---------------- | --------------- | -------------- | ------ |
|             | 長竿村       | 長竿村          | 稲敷郡 発足     | 長竿村          | 瑞穂村          | 瑞穂村          | 長竿村 に改称    | 河内村          | 町制           | 河内町 |
|             | 庄布川村     | 長竿村          | 稲敷郡 発足     | 長竿村          | 瑞穂村          | 瑞穂村          | 長竿村 に改称    | 河内村          | 町制           | 河内町 |
|             | 兵部新田     | 長竿村          | 稲敷郡 発足     | 長竿村          | 瑞穂村          | 瑞穂村          | 長竿村 に改称    | 河内村          | 町制           | 河内町 |
|             | 下町歩       | 長竿村          | 稲敷郡 発足     | 長竿村          | 瑞穂村          | 瑞穂村          | 長竿村 に改称    | 河内村          | 町制           | 河内町 |
|             | 源清田村     | 源清田村        | 稲敷郡 発足     | 源清田村        | 瑞穂村          | 源清田村 が分立 | 源清田村         | 河内村          | 町制           | 河内町 |
|             | 手栗村       | 源清田村        | 稲敷郡 発足     | 源清田村        | 瑞穂村          | 源清田村 が分立 | 源清田村         | 河内村          | 町制           | 河内町 |
|             | 羽子騎村     | 源清田村        | 稲敷郡 発足     | 源清田村        | 瑞穂村          | 源清田村 が分立 | 源清田村         | 河内村          | 町制           | 河内町 |
|             | 猿島新田     | 源清田村        | 稲敷郡 発足     | 源清田村        | 瑞穂村          | 源清田村 が分立 | 源清田村         | 河内村          | 町制           | 河内町 |
|             | 宮淵鍋子新田 | 源清田村        | 稲敷郡 発足     | 源清田村        | 瑞穂村          | 源清田村 が分立 | 源清田村         | 河内村          | 町制           | 河内町 |
|             | 古河林村     | 源清田村        | 稲敷郡 発足     | 源清田村        | 瑞穂村          | 源清田村 が分立 | 源清田村         | 河内村          | 町制           | 河内町 |
|             | 平三郎町歩   | 源清田村        | 稲敷郡 発足     | 源清田村        | 瑞穂村          | 源清田村 が分立 | 源清田村         | 河内村          | 町制           | 河内町 |
|             | 布鎌町歩     | 源清田村        | 稲敷郡 発足     | 源清田村        | 瑞穂村          | 源清田村 が分立 | 源清田村         | 河内村          | 町制           | 河内町 |

## 人口・世帯

### 人口
総数 [単位： 人]
| 1891年（明治24年） | 1,630 |
| 1920年（大正 9年） | 1,705 |
| 1935年（昭和10年） | 1,710 |
| 1950年（昭和25年） | 2,213 |

### 世帯
総数 [単位： 世帯]
| 1920年（大正 9年） | 332 |
| 1935年（昭和10年） | 334 |
| 1950年（昭和25年） | 383 |